# Li Liweng
Li Liweng (李笠翁)/ Li Yu (李漁) (Jiangsu, 1611-1680). Chinees schrijver en uitgever van Qing-dynastie.
Auteur van  肉蒲團 , hij verheerlijkte de genoegens van leven en het erotiek.
Zijn werk spreekt over themas als het homoseksualiteit of het hedonisme